# 213-й пушечный артиллерийский полк
213-й пушечный артиллерийский полк - воинское подразделение вооружённых СССР в Великой Отечественной войне.

## История
Полк сформирован с 15.09.1942 по 28.10.1942 в Гороховецких лагерях.
Был вооружён 152-миллиметровыми пушками.
28.10.1942 погружен в эшелоны и в начале ноября прибыл на станцию Кумылга. 13.11.1942 года встал на позиции в районе хутора Девяткин, и практически сразу же вошёл в состав 7-й артиллерийской дивизии в её составе вёл боевые действия до конца войны.
Орудиями именно этого полка была разрушена плотина гидроузла Свирь-3.
- О боевом пути полка смотри статью 17-я пушечная бригада
- О боевом пути полка смотри статью 7-я артиллерийская дивизия

## Полное наименование
- 213-й пушечный артиллерийский полк

## Подчинение
| Дата            | Фронт (округ)        | Армия                 | Корпус | Дивизия                    | Бригада                              | Примечания |
| --------------- | -------------------- | --------------------- | ------ | -------------------------- | ------------------------------------ | ---------- |
| 01.12.1942 года | Юго-Западный фронт   | 5-я танковая армия    | -      | 7-я артиллерийская дивизия | -                                    | -          |
| 01.01.1943 года | Юго-Западный фронт   | 1-я гвардейская армия | -      | 7-я артиллерийская дивизия | -                                    | -          |
| 01.02.1943 года | Юго-Западный фронт   | 3-я гвардейская армия | -      | 7-я артиллерийская дивизия | -                                    | -          |
| 01.03.1943 года | Юго-Западный фронт   | -                     | -      | 7-я артиллерийская дивизия | 17-я пушечная артиллерийская бригада | -          |
| 01.04.1943 года | Юго-Западный фронт   | 1-я гвардейская армия | -      | 7-я артиллерийская дивизия | 17-я пушечная артиллерийская бригада | -          |
| 01.05.1943 года | Юго-Западный фронт   | 1-я гвардейская армия | -      | 7-я артиллерийская дивизия | 17-я пушечная артиллерийская бригада | -          |
| 01.06.1943 года | Юго-Западный фронт   | 1-я гвардейская армия | -      | 7-я артиллерийская дивизия | 17-я пушечная артиллерийская бригада | -          |
| 01.07.1943 года | Юго-Западный фронт   | 1-я гвардейская армия | -      | 7-я артиллерийская дивизия | 17-я пушечная артиллерийская бригада | -          |
| 01.08.1943 года | Юго-Западный фронт   | 1-я гвардейская армия | -      | 7-я артиллерийская дивизия | 17-я пушечная артиллерийская бригада | -          |
| 01.09.1943 года | Юго-Западный фронт   | -                     | -      | 7-я артиллерийская дивизия | 17-я пушечная артиллерийская бригада | -          |
| 01.10.1943 года | Юго-Западный фронт   | -                     | -      | 7-я артиллерийская дивизия | 17-я пушечная артиллерийская бригада | -          |
| 01.11.1943 года | 4-й Украинский фронт | 3-я гвардейская армия | -      | 7-я артиллерийская дивизия | 17-я пушечная артиллерийская бригада | -          |
| 01.12.1943 года | 4-й Украинский фронт | 3-я гвардейская армия | -      | 7-я артиллерийская дивизия | 17-я пушечная артиллерийская бригада | -          |
| 01.01.1944 года | 4-й Украинский фронт | 3-я гвардейская армия | -      | 7-я артиллерийская дивизия | 17-я пушечная артиллерийская бригада | -          |
| 01.02.1944 года | 4-й Украинский фронт | 3-я гвардейская армия | -      | 7-я артиллерийская дивизия | 17-я пушечная артиллерийская бригада | -          |
| 01.03.1944 года | 3-й Украинский фронт | -                     | -      | 7-я артиллерийская дивизия | 17-я пушечная артиллерийская бригада | -          |
| 01.04.1944 года | 3-й Украинский фронт | -                     | -      | 7-я артиллерийская дивизия | 17-я пушечная артиллерийская бригада | -          |
| 01.05.1944 года | 3-й Украинский фронт | -                     | -      | 7-я артиллерийская дивизия | 17-я пушечная артиллерийская бригада | -          |
| 01.06.1944 года | 3-й Украинский фронт | 5-я ударная армия     | -      | 7-я артиллерийская дивизия | 17-я пушечная артиллерийская бригада | -          |
| 01.07.1944 года | Карельский фронт     | 7-я армия             | -      | 7-я артиллерийская дивизия | 17-я пушечная артиллерийская бригада | -          |
| 01.08.1944 года | Карельский фронт     | 7-я армия             | -      | 7-я артиллерийская дивизия | 17-я пушечная артиллерийская бригада | -          |
| 01.09.1944 года | 3-й Украинский фронт | -                     | -      | 7-я артиллерийская дивизия | 17-я пушечная артиллерийская бригада | -          |
| 01.10.1944 года | 2-й Украинский фронт | 46-я армия            | -      | 7-я артиллерийская дивизия | 17-я пушечная артиллерийская бригада | -          |
| 01.11.1944 года | 2-й Украинский фронт | 46-я армия            | -      | 7-я артиллерийская дивизия | 17-я пушечная артиллерийская бригада | -          |
| 01.12.1944 года | 2-й Украинский фронт | 46-я армия            | -      | 7-я артиллерийская дивизия | 17-я пушечная артиллерийская бригада | -          |
| 01.01.1945 года | 3-й Украинский фронт | -                     | -      | 7-я артиллерийская дивизия | 17-я пушечная артиллерийская бригада | -          |
| 01.02.1945 года | 3-й Украинский фронт | -                     | -      | 7-я артиллерийская дивизия | 17-я пушечная артиллерийская бригада | -          |
| 01.03.1945 года | 3-й Украинский фронт | -                     | -      | 7-я артиллерийская дивизия | 17-я пушечная артиллерийская бригада | -          |
| 01.04.1945 года | 3-й Украинский фронт | -                     | -      | 7-я артиллерийская дивизия | 17-я пушечная артиллерийская бригада | -          |
| 01.05.1945 года | 3-й Украинский фронт | -                     | -      | 7-я артиллерийская дивизия | 17-я пушечная артиллерийская бригада | -          |

## Командиры
- Лупаков И.Г.. полковник

## Воины полка
| Награда | Ф. И. О.                      | Должность       | Звание  | Дата награждения | Примечания |
| ------- | ----------------------------- | --------------- | ------- | ---------------- | ---------- |
|         | Кулешов, Анатолий Афанасьевич | Офицер разведки | капитан | 24.03.1945       |            |